# Artūras Zuokas
Artūras Zuokas, né le 21 février 1968, est un journaliste, homme d'affaires et homme politique lituanien. Il préside l'Union centriste et libérale. Il est maire de Vilnius de 2000 à 2007 et de 2011 à 2015, ainsi que député de 2008 à 2009. Il finit en sixième position à l'élection présidentielle de Lituanie de 2014 avec 5,22 %.

## Journaliste de guerre
Artūras Zuokas édite, dirige et participe à plusieurs journaux écrits, chaînes de télévision et agences : Homo Sovieticus (1989), Respublika (1990-1991), Sąjūdžio žinios, Komjaunimo tiesa, Independent Television News, Baltijos naujienų agentūra et Worldwide Television News, UAB.
Il travaille comme journaliste indépendant pour la chaîne britannique Independent Television News. Reporter de guerre en Irak durant la première guerre du Golfe, il filme l'attaque contre la tour de télévision de Bagdad. En août 1991, il apporte des images du massacre de Medininkai à la réunion officielle entre le président des États-Unis George Bush et le président de l'Union soviétique Mikhaïl Gorbatchev à Moscou, qui suscite des inquiétudes de la part des Américains.

## Carrière politique

### Élection en tant que maire (2000)
En 1996, Artūras Zuokas participe à la campagne électorale du président Valdas Adamkus. En 1999, rejoint l'Union libérale de Lituanie, dont il devient vice-président.
Artūras Zuokas est l'un des directeurs de campagne de l'Union libérale aux élections de 2000 au Seimas, le parlement lituanien. Son parti se classe deuxième, remportant 36 sièges. Il forme une alliance avec la Nouvelle union (sociaux-libéraux) et Rolandas Paksas, chef de l'Union libérale et maire de Vilnius, devient premier ministre. Deux candidats de l'Union libérale se portent candidats au poste vacant de maire : le vice-maire Algirdas Kudzys et Zuokas. Le 15 novembre 2000, le conseil de Vilnius accorde à Zuokas 27 voix contre 18 à son adversaire. Il devient, à l'âge de 32 ans, le plus jeune maire de l'histoire de Vilnius.
Il est réélu en 2003 et reste maire jusqu'en 2007.

### Élection en tant que maire (2011)
En mars 2010, Artūras Zuokas exprime sa volonté de briguer la mairie de Kaunas, la deuxième plus grande ville de Lituanie, à la condition que la Lituanie introduise l'élection directe du maire.
Avant les élections municipales de 2011, l'acteur anglais Jeremy Irons exprime son soutien à Artūras Zuokas et invite les électeurs à voter pour lui dans une courte vidéo où il évoque sa propre expérience à Vilnius.
Après une campagne électorale municipale victorieuse en février 2011, Artūras Zuokas redevient maire de Vilnius, son parti ayant remporté le plus grand nombre de voix et obtenu 12 sièges sur les 51 que compte le conseil municipal.

### Députation et présidentielle
Artūras Zuokas est élu député en 2008, poste dont il démissionne le 30 novembre 2009.
Candidat à l'élection présidentielle de son pays en 2014 pour son parti, le TAIP (Tėvynės atgimimas ir perspektyva), il recueille au premier tour 5,22 % des voix.

## Allégations de corruption
Les manifestations culturelles organisées dans le cadre de la capitale européenne de la culture 2009 coûtent près de 300 000 000 [[|]], bien plus que les dépenses de Riga, en Lettonie, avec 24 000 000 €, et plus que toute autre ville. Le projet, mené par Artūras Zuokas, se caractérise par son manque de transparence, des dépenses surprenantes et des prix gonflés,.
Artūras Zuokas est accusé d'avoir tenté de soudoyer un autre politicien. Le dossier criminel ne va pas à son terme sans qu'Artūras Zuokas ait été innocenté,.
La municipalité de Vilnius, alors dirigée par Arturas Zuokas, a donné un terrain de 61 hectares à une société privée, Rubicon Group, souçonnée d'appartenir à des amis de Zuokas.
Selon une sondage auprès de la population mené en 2007, Zuokas serait l'un des trois politiciens lituaniens les plus corrompus.

## Polémique
En août 2011, Zuokas attire l'attention sur le stationnement illégal sur les pistes cyclables en organisant la destruction d'une voiture illégalement garée à l'aide d'un véhicule de transport de troupes blindé BTR-60 à Vilnius,. La cascade est jouée en collaboration avec une émission sur la liste des seaux diffusée sur TV6 en Suède, et les hôtes Erik Ekstrand et Mackan Edlund sont assis à l'arrière du véhicule blindé. Il reçoit pour ce fait, le prix Ig Nobel de la Paix de 2011.

## Récompenses et honneurs
Zuokas est le récipiendaire de nombreux prix et honneurs nationaux et internationaux. Il est décoré par le président français Jacques Chirac en 2001 par l'Ordre national du mérite et par la présidente Vaira Vike-Freiberga de Lettonie pour sa contribution à l'amélioration des relations bilatérales.
Il est élu deux fois vice-président de l'Organisation des villes du patrimoine mondial. La Jeune chambre internationale récompense Zuokas en le nommant parmi les « Dix plus exceptionnels jeunes du monde » en 2002. La US Baltic Foundation honore ses réalisations en 2003 et le Balzekas Museum de Chicago le nomme «Homme de l'année ».
Parmi les récompenses nationales, il obtient le prix de l'Ami des architectes et est trois fois lauréat du célèbre prix « Loup de Fer » de Vilnius.
En 2003, Zuokas reçoit un diplôme honorifique de l'Université technique de la Vilniaus Gedimino technikos universitetas.